# Александър Рашенов
Александър Христов Рашенов е български архитект, първият доктор по архитектурни науки в България.

## Биография
Роден е на 19 февруари 1892 г. в Дряново. През 1922 г. завършва докторантура по архитектура в Прага. Изследва българското архитектурно наследство и е основоположник на архитектурната консервация и реставрация в България. От 1924 до 1938 г. е архитект в Народния археологически музей. Заедно с братята Херман и Карел Шкорпил работи по базиликата в местността Джанавара, Варненско. Прави разкопки и на римските терми в Кюстендил. Работи по реставрацията на Кръглата църква в Преслав, Асеновата крепост, църквата „Св. София“ в София, крепостната порта на Царевец. Изгражда по аналогични образци Балдуиновата кула на Царевец и кулата в Червен. В периода 1927 – 1929 г. Рашенов е съредактор на реномираното списание „Архитект“. През 1932 г. публикува „Месемврийски църкви“. Умира на 4 април 1938 г.